# Esaias Reusner (1636-1679)
Esaias Reusner (Löwenberg, 29 april 1636 - Berlijn, 1 mei 1679), ook wel Esaias Reusner de Jongere genoemd, was een Duitse barokcomponist en luitspeler. Hij wordt beschouwd als de eerste belangrijke Duitse componist van luitmuziek.

## Levensloop
Esaias Reusner werd geboren in Löwenberg, het huidige Lwówek Śląski. Zijn vader was de luitspeler en componist Esaias Reusner de Oudere (1618-1679), zijn moeder was Blandina Reich. In 1643 overleed Blandina. Vader en zoon verhuisden in 1646 of 1647 om religieuze redenen naar Breslau.

### Wonderkind
De jonge Esaias leerde het bespelen van de luit van zijn vader. In 1646 trad hij op tienjarige leeftijd op in Danzig voor de Poolse koningin Maria Louisa van Gonzaga: zijn luitspel maakte indruk en bezorgde hem de titel van wonderkind. Twee jaar later werd hij page van graaf Arvid Wittenberg. In 1651 volgde een aanstelling als kamerdienaar aan het hof van de Poolse prinses Radziwiłł, waar hij muziekles kreeg van een Franse luitspeler, waarschijnlijk François Dufault.

### Muziekloopbaan
In 1654 ging Reusner naar Breslau terug en een jaar later kreeg hij een aanstelling als luitspeler aan het hof van hertog George III in Brieg.
In 1660 trad Reusner in het huwelijk met Maria Böhm.
In 1667 gaf Reusner in Breslau een muziekalbum uit met vijftien suites voor de luit: Delitiae Testudinis, dat later nogmaals werd uitgegeven onder de titel Erfreuliche Lautenlust. Dit album leverde hem een uitnodiging op van keizer Leopold om in Wenen te komen optreden.
Na de dood van hertog Christian in 1672 verloor Reusner zijn aanstelling in Brieg. Hij verliet Silezië en vestigde zich in Leipzig, waar hij luitles gaf aan de universiteit en theorbe speelde in de muziekkapel van Sebastian Knüpfer, destijds cantor van de Thomaskerk. 

In 1673 speelde Reusner een concert aan het hof te Berlijn. Hij maakte daar grote indruk, waarna hij een jaar later door keurvorst Frederik Willem van Brandenburg werd aangenomen als kamermusicus. In Berlijn was Reusner ook weer actief als componist en in 1676 bracht hij daar het album Neue Lauten-Früchte uit. 

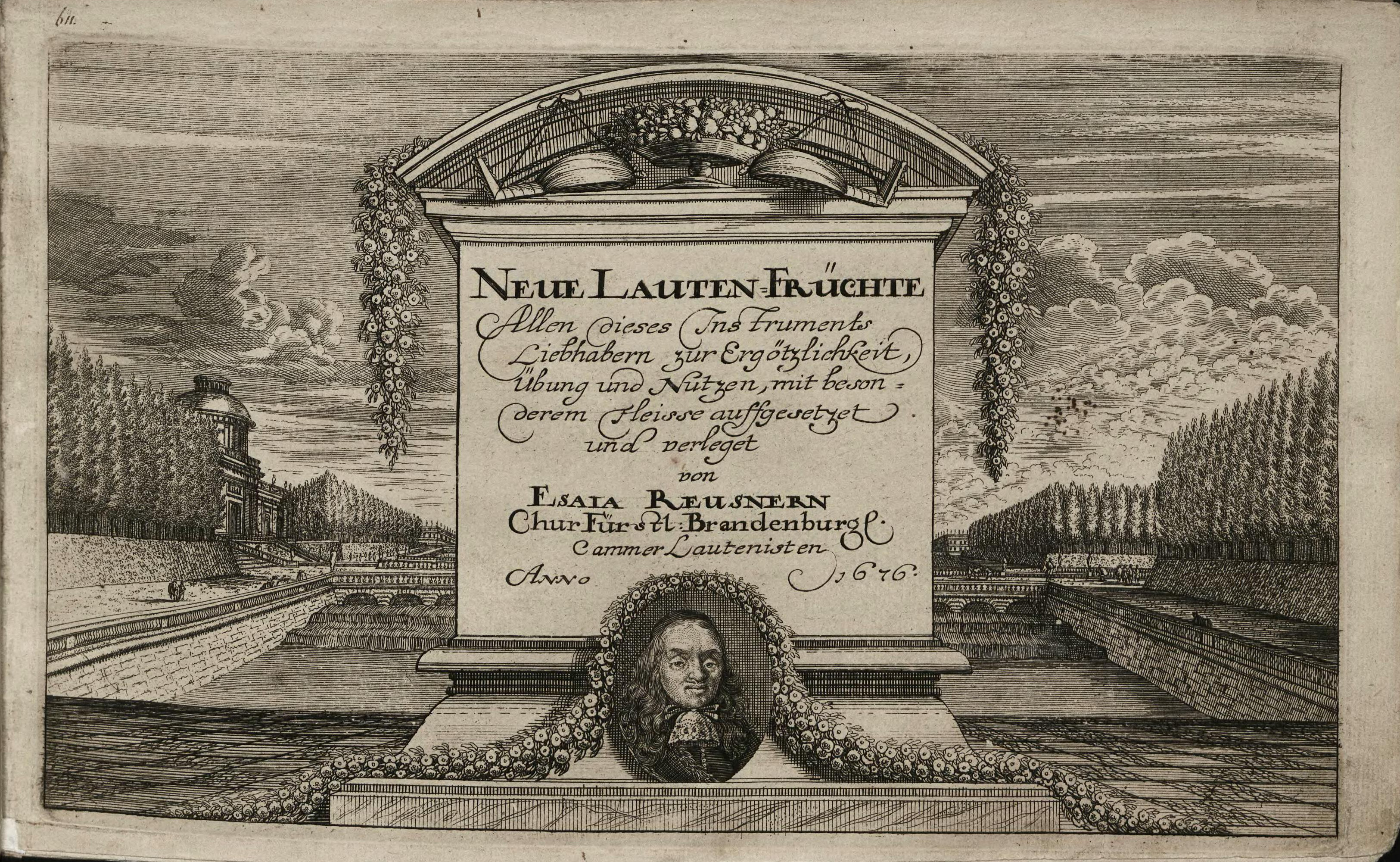
Titelblad van Neue Lauten-Früchte

Op 1 mei 1679 overleed Reusner. 

## Werken
Van Reusner zijn meerdere composities bekend, waaronder de volgende albums: 
- Delitiae testudinis (Breslau, 1667), bestaande uit vijftien suites voor luit
- Musicalische Taffel-Erlustigung (Brieg, 1668)
- Musicalische Gesellschaffts-Ergötzung bestehend in Sonaten (1670)
- Musicalischer Blumenstrauss (Bremen, 1673), verloren gegaan werk
- Neue Lauten-Früchte (Berlijn, 1676), bestaande uit dertien suites voor luit
- 100 geistliche Melodien evangelischer Lieder (Berlijn, 1676/1678), vocale muziek

Reusners 28 suites voor de luit zijn sterk beïnvloed door de Franse muziekstijl. De suites volgen verder het vaste stramien van de Allemande-Courante-Sarabande-Gigue; mogelijk was Reusner zelfs de grondlegger van deze volgorde, die gedurende de barokperiode populair zou worden en door vrijwel alle componisten werd nagevolgd. Overigens kennen de suites van Reusner een losse opbouw: ze bestaan uit vier tot maximaal negen losse delen, waarbij de vier standaarddansen worden aangevuld met onder andere een prelude, ballo of paduana. 
Het niveau van de suites is hoog en vereist voldoende vaardigheden van de luitspeler. Reusner wordt gezien als de eerste Duitse meester van de luitsuite en hij was van grote invloed op de 17e-eeuwse muziek. Hij inspireerde luitspelers als Silvius Weiss. 